# ADDICT (bài hát)
Addict (tạm dịch: Nghiện) là một bài hát của series phim hoạt hình Hazbin Hotel, được sáng tác bởi Silva Hound và trình bày bởi Michael Kovach và Kelly "Chi-Chi" Boyer. Bài hát đã được đăng lên kênh YouTube của Silva Hound vào ngày 14 tháng 2 năm 2020 và được đăng bản MV vào ngày 17 tháng 7 năm 2020 trên kênh YouTube của Vivienne Medrano, đạo diễn của bộ phim Hazbin Hotel. Tính đến ngày 6/1/2024, bản MV đã có gần 160 triệu lượt xem trên YouTube và 64 triệu lượt nghe trên Spotify.

## Nhân vật

### Nhân vật chính
- Michael Kovach trong vai Angel Dust
- Kelly "Chi-Chi" Boyer trong vai Cherri Bomb

### Nhân vật phụ
- Dia
- Summer
- Charlie Morningstar
- Travis
- Fat Nuggets